# Liste der Ständigen Vertreter Russlands bei der UNESCO
Diese Seite listet die Ständigen Vertreter Russlands bei der Organisation der Vereinten Nationen für Erziehung, Wissenschaft und Kultur (UNESCO) in Paris auf.

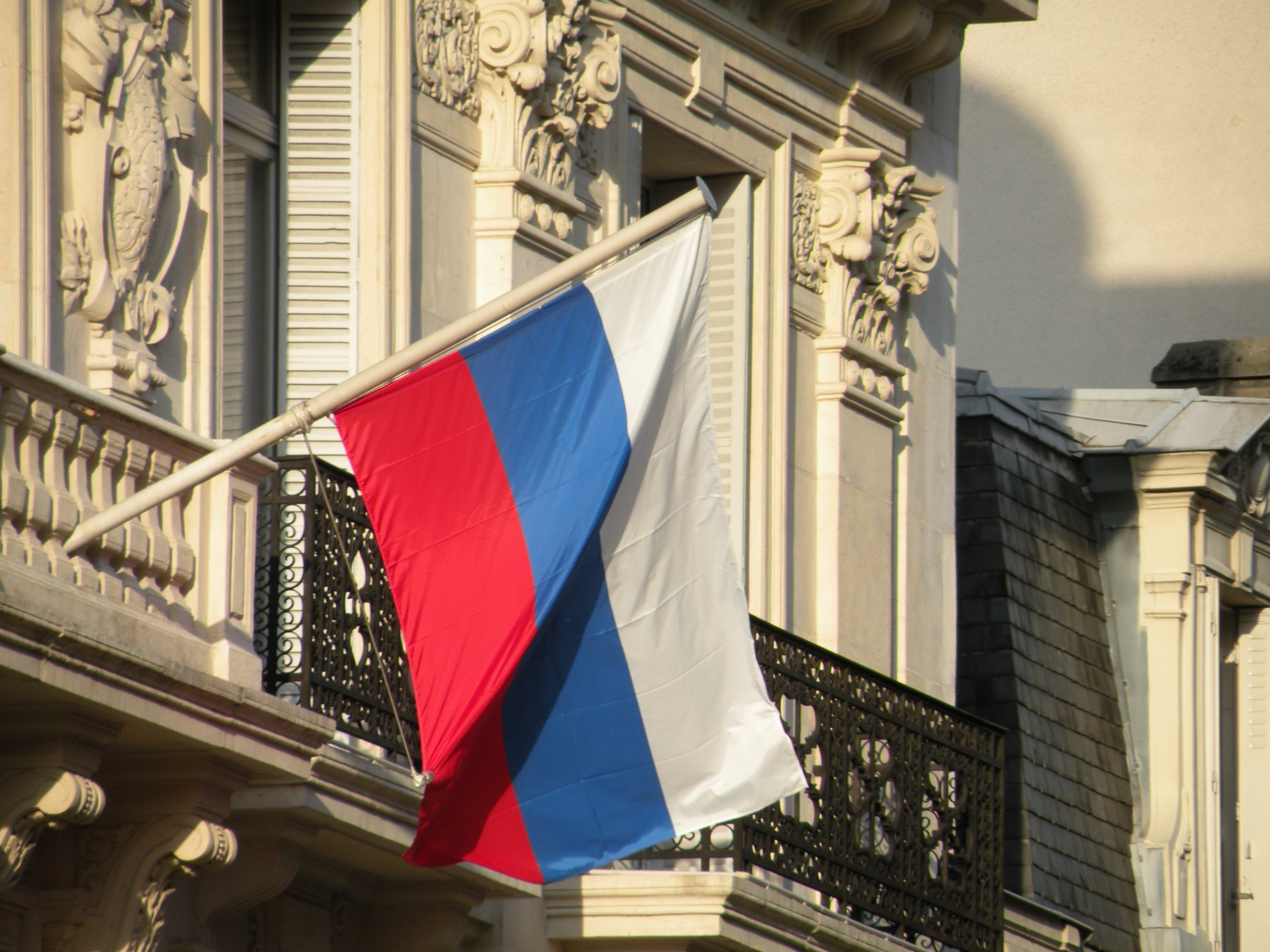
Die russische Flagge über dem Eingang der Ständigen Vertretung

Russland, bzw. damals die Sowjetunion, ist seit dem 21. April 1954 Mitglied der UNESCO; die russische UNESCO-Kommission wurde 1955 gegründet. Zu den Aufgaben des Leiters der Mission gehört die Koordination zwischen russischer Regierung und den Organen der UNESCO, unter anderem bei der Umsetzung der Welterbekonvention in Russland.

## Missionschefs

### Ständige Vertreter der Sowjetunion
- 1956–1958: Wladimir Semjonowitsch Kemenow
- 1959–1961: Anatoli Georgiewitsch Kulaschenkow
- 1961–1965: Alexei Pawlowitsch Pawlow
- 1965–1971: Wadim Konstantinowitsch Sobakin
- 1971–1972: Sergej Michajlowitsch Kudrjawzew
- 1972–1982: Alexander Piradow
- 1982–1988: Juri Michailowitsch Kiltschewski
- 1988–1991: Wladimir Borissowitsch Lomeiko

### Ständige Vertreter der Russischen Föderation

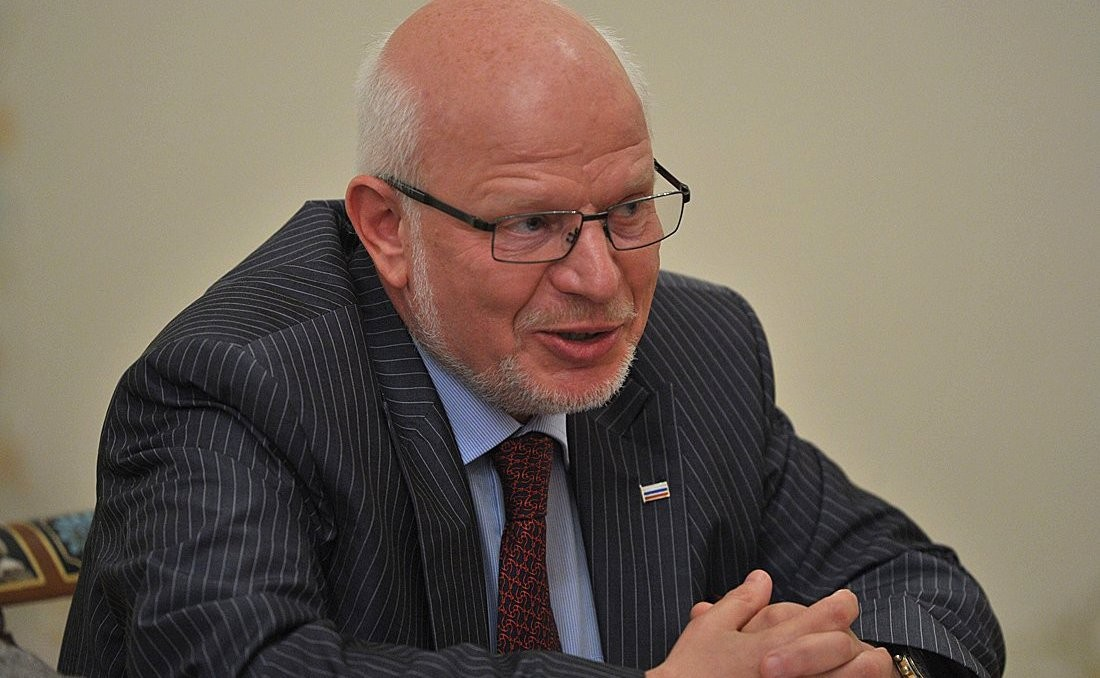
Michail Fedotow, Ständiger Vertreter von 1993 bis 1998

- 1991–1993: Wladimir Borissowitsch Lomeiko
- 1993–1998: Michail Alexandrowitsch Fedotow
- 1998–2002: Jewgeni Jurjewitsch Sidorow
- 2002–2009: Wladimir Awdaschewitsch Kalamanow
- 2009–heute: Eleonora Walentinowna Mitrofanowa

Stand: März 2016